# Ramon Gualdo i Montanyà
Ramon Gualdo i Montanyà (setembre de 1931, Solsona - 31 de març de 2022, Solsona) fou un conegut habitant de la ciutat de Solsona, escriptor i reconegut actor amateur, activista cultural, així com col·laborador en la recuperació del Carnaval de Solsona, sent-ne escriptor i lector del sermó ja des de la seva recuperació l'any 1971. També fou cantaire i membre de la junta de l'Orfeó Nova Solsona. El desembre de 2001 rebé el Premi Signum atorgat pel Consell Comarcal del Solsonès.
A nivell professional desenvolupà la seva carrera en el món de la banca, treballant a la Caja de Ahorros Provincial de la Diputación de Barcelona, el que posteriorment seria Caixa Catalunya, concretament a l'oficina 33 de la ciutat de Solsona.

## Teatre
Ramon Gualdo va començar en el món del teatre l'any 1957, a través de l'Agrupació Artística Solsonina representat el paper de Luquet en els Pastores, obra en la que va treballar incansablement al llarg dels, en l'Agrupació com posteriorment amb la companyia Grup Lacetània Teatre, fins a representar l'obra gairebé durant 60 anys.

## Ràdio
Fou també locutor de l'emissora de Ràdio Solsona, on conjuntament amb la seva dona i altres companys realitzaven diversos espais: informatius, musicals, espais literaris i humor.

## Obra
- (article) El Canonge Montanyà, revista El Solsonès número 5.[7]